# Campari Light
Campari Light fu ideata nel 2002 da Raffaele Celentano per Ingo Maurer grazie ad un bozzetto 
e ad un modello di Doriano Golfetto (ex studente I.U.A.V), ed è una delle lampade a sospensione di design più conosciute e rappresentative del genio tedesco. Fa parte della collezione di design del Museum of Modern Art di New York. La lampada a sospensione è realizzata con dieci bottigliette Campari Soda originali, staccabili singolarmente. Composto da materiale sintetico e in metallo. L’altezza del cavo viene regolata tramite un vero tappo Campari.

## Contesto storico-culturale
La storia di questa lampada ha inizio nel 1932 quando Fortunato Depero creò la bottiglia di Campari Soda che raggiunse rapidamente lo status di cult. Da questo oggetto, grazie ad un bozzetto e da un modellino di Doriano Golfetto, ex studente I.U.A.V., Ingo Maurer, produttore di lampade particolari, sistemi illuminanti e pezzi unici fin dagli anni sessanta, nel 2002 decide, in collaborazione con Raffaele Celentano, di creare la lampada Campari Light. Il risultato è una lampada allo stesso tempo accattivante ed anticonformista, che diffonde una luce di tinta rossa dagli effetti stupefacenti. Le opere di Ingo Maurer si distinguono per un design unico e sorprendente, associato ad abilità manifatturiere e competenze tecniche.

## Descrizione

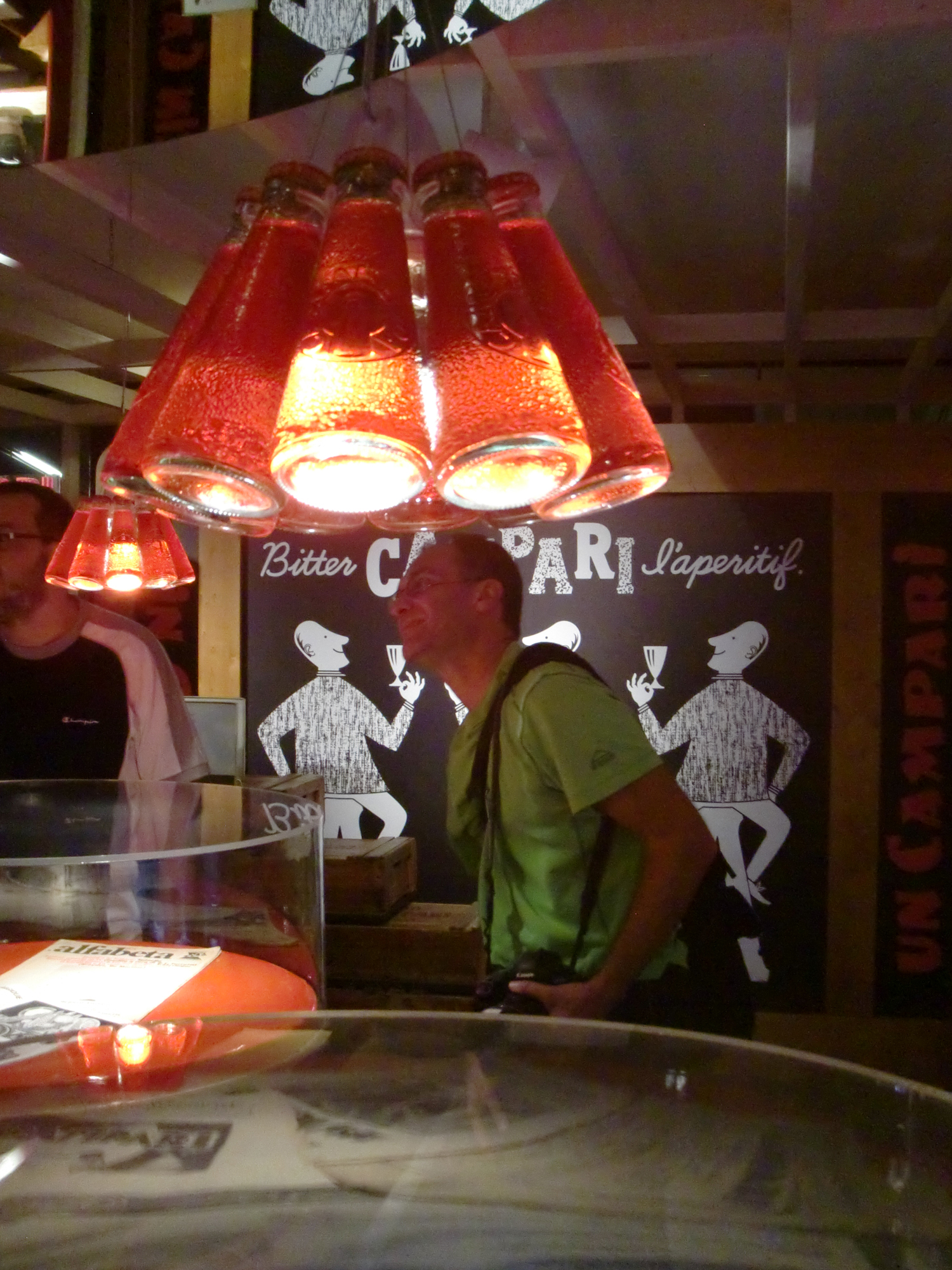
Campari Light

### Caratteristiche tecniche
La lampada Campari Light è costituita da una struttura sospesa composta da un paralume, di forma circolare (diametro di 23 cm), sul quale sono poste dieci bottiglie Campari Soda originali. Queste sono staccabili singolarmente permettendo una facile pulizia o sostituzione in caso di necessità. La struttura è sostenuta da un sottile cavo di lunghezza variabile (da 155 cm a 400 cm) che viene regolata tramite un vero tappo Campari. La lampadina ha una potenza di 125\230 volt.

### Materiali
La lampada è costituita da:
1. Un cavo di sospensione in metallo;
2. Un paralume in materiale sintetico;
3. Dieci bottiglie Campari Light originali in vetro.

| altezza paralume  | 20 cm              |
| diametro paralume | Ø 23 cm            |
| estensione totale | da 155 cm a 400 cm |
| peso              | 650 gr             |

## Caratteristiche plastiche

### Colore
Domina il colore rosso delle bottiglie mentre la struttura è grigio metallica. La lampada produce due illuminazioni diverse: una diretta verso il basso e una riflessa dalle bottiglie ed è proprio questo gioco di riflessioni che esalta il suo valore estetico: la luce soffusa infatti crea atmosfera e si relaziona al contesto in cui è inserita.

### Linee
La lampada si sviluppa verticalmente, nella parte superiore, mentre nella parte inferiore vi è uno sviluppo orizzontale e circolare. Il paralume non avrebbe un suo movimento rotatorio senza lo stelo che permette la sua sospensione.

### Volumi
L'elemento principale, il paralume, composto da 10 bottigliette e di forma circolare, si contrappone allo stelo, di forma lineare. Le due componenti si distinguono anche per la differenza di spessore, l’elemento principale è caratterizzato da uno spessore notevolmente maggiore di quello dello stelo il quale è quasi impercettibile.

## Grado di codifica

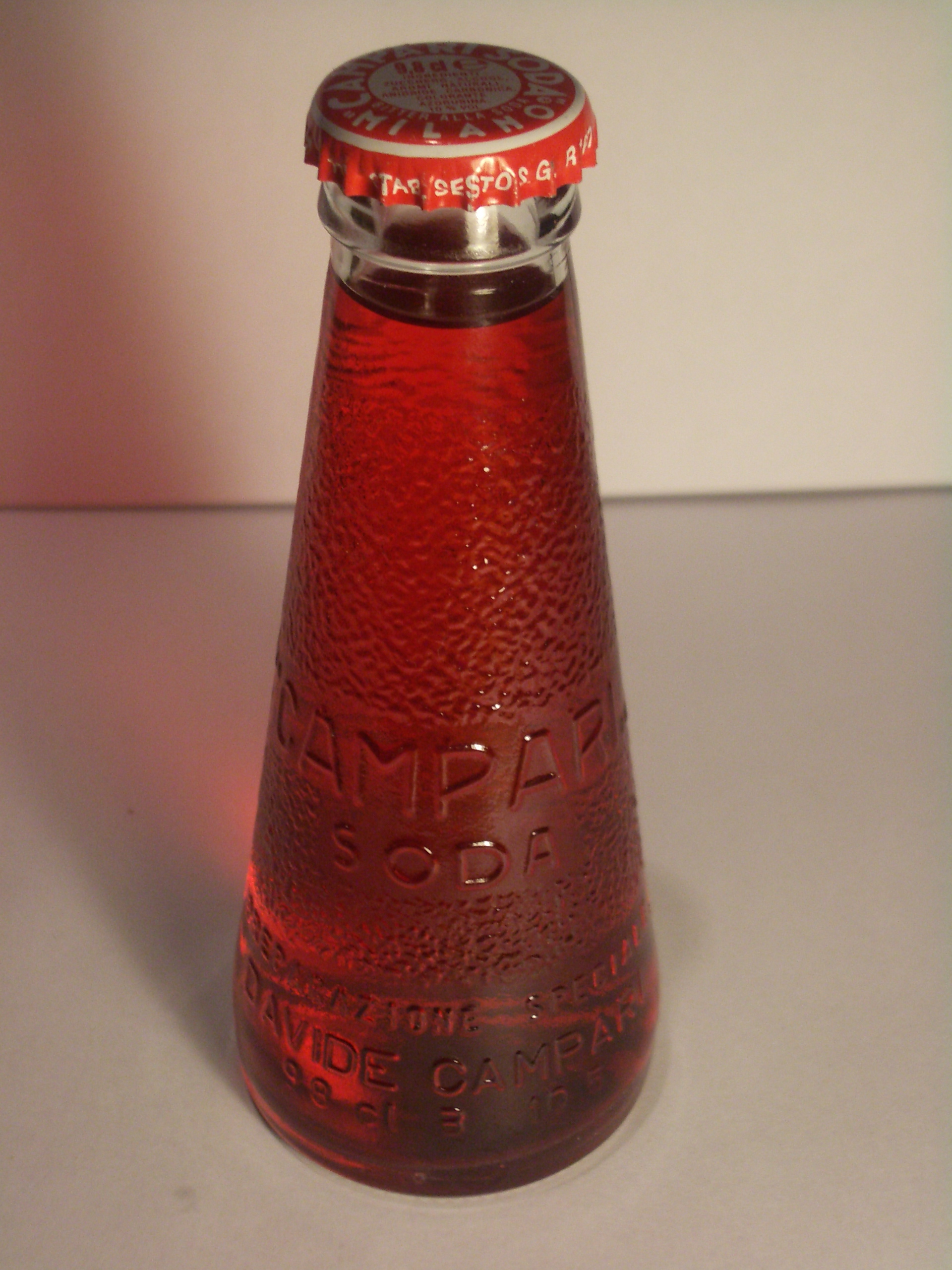
Bottiglietta di Campari Soda

Campari Light è un oggetto di design ipercodificato in quanto composto da elementi industriali dal carattere iconico, collegato alle esperienze passate, che rimandano alla tradizione. La bottiglietta Campari, oggetto di design iconico che simboleggia l'allegria e l'aperitivo, viene ripreso per creare un oggetto d’uso comune con una diversa funzionalità. La lampada si presenta come un oggetto ready-made, nella sua progettazione è presente infatti un metodo dadaista applicato ad un oggetto in stile futurista: la bottiglietta di Campari.

## Valorizzazione
Campari Light è intuitiva e di facile utilizzo. È stata concepita con lo scopo di essere funzionale ed estetica, si differenzia dalle classiche lampade a sospensione per la sua componente ludica data dalla presenza delle bottigliette Campari. La lampada presenta una scarsa illuminazione ma possiede un valore estetico che a livello cognitivo riesce a trasmettere un senso giocoso e creare stupore grazie alle forme e ai colori. Da un punto di vista semiotico Campari Light si colloca infatti nei valori esistenziali del quadrato di Floch.

## Curiosità
- "Curiosamente, il suo design si basa sugli stessi principi che sono stati al cuore del prodotto originario di Depero: una figura geometrica decisa, un’inclinazione ottenuta con le parti inclinate delle bottiglie, un colore forte, il tutto ottenuto unendo le rosse bottiglie a una semplice lampadina."[4]

- Una versione differente della Campari Light è la Campari Bar, la quale è creata per tavoli e bar. Come base della lampada il suo ideatore, Raffaele Celentano, ha scelto un piatto della Colombina collection di Alessi, creata da Doriana e Massimiliano Fuksas.[5]

### Libri
- Umberto Eco, Trattato di semiotica generale, Milano, Bompiani, 1975.
- AA.VV., Design stories. Cinque casi di aziende di design e una piattaforma di comunicazione, a cura di Vittoria Morganti, FrancoAngeli, 2011.
- Daniele Baroni, La forma del design. Rappresentazione della forma nel linguaggio del Basic Design, Zanichelli, 2011.
- Dario Russo, Suite d'autore: viaggio nella storia del design, Biblioteca del Cenide, 2008.
- Kim Hastreiter, Provoking Magic: Lighting of Ingo Maurer, Cooper-Hewitt, National Design Museum, Smithsonian Instituttion, 2007.

### Riviste di settore
- "Abitare", n. 467, Segesta, 2006.
- "Dwell", n. 7, edizioni 3-5, Pixie Communications, 2007.
- "Geek Monthly", volumi 13-16, CFQ Media, Incorporated, 2008.